# Jan Thielmann
Pour les articles homonymes, voir Thielmann.
Jan Thielmann,né le 26 mai 2002 à Föhren en Allemagne, est un footballeur allemand qui évolue au poste d'ailier droit au FC Cologne.

## Biographie

### En club
Né à Föhren en Allemagne, Jan Thielmann est formé dans le club de SV Hetzerath, il passe ensuite par l'Eintracht Trèves 1905 avant de rejoindre en 2019 le 1. FC Cologne, qui évolue en Bundesliga, où il poursuit son apprentissage.
Avant la saison 2019-2020, il s'illustre déjà dans les matchs amicaux, notamment lors du derby de Cologne, qui aboutit à une victoire 6-0 contre le Viktoria Cologne.
Thielmann joue son premier match en professionnel en étant titularisé sur l'aile droite de l'attaque de Cologne lors d'un match de Bundesliga contre le Bayer Leverkusen. Son équipe s'impose sur le score de deux buts à zéro ce jour-là. Il devient ainsi le premier joueur né en 2002 à évoluer dans la première division allemande, titularisé. Il devient à cette occasion également le deuxième plus jeune joueur de l'histoire du club, devant des noms tels que Lukas Podolski, Pierre Littbarski, Thomas Häßler ou Bodo Illgner.
Son arrivée dans le groupe professionnel coïncide alors également avec le regain de forme du club rhénan, jusqu'alors dans la zone de relégation, mais qui lors de la reprise à la suite de la pandémie de Covid-19 s'installe durablement dans le milieu du classement. Enchaînant les titularisations et les victoires après ses débuts en 2019, Thielmann signe son premier contrat professionnel le 17 janvier 2020.
Thielmann inscrit son premier but en professionnel le 5 décembre 2020, lors d'un match de Bundesliga face au VfL Wolfsburg. Titularisé ce jour-là, il ouvre le score, et les deux équipes se neutralisent (2-2 score final),.
La saison 2022-202023 de Jan Thielmann est perturbée par plusieurs problèmes physiques. Il est absent pendant des semaines en raison d'une infection virale au mois d'octobre 2022 et se blesse à deux reprises à la cuisse, la deuxième en février lui vaut plus d'un mois d'absence.

### En sélection
Thielmann joue pour les différentes sélections de jeunes d'Allemagne. Il débute avec les moins de 17 ans le 7 septembre 2018 face aux Pays-Bas (2-2). Le 11 septembre suivant il s'illustre en inscrivant son premier but face à l'Italie (2-2).
Appelé en septembre puis en octobre 2021 avec l'équipe d'Allemagne espoirs, Jan Thielmann déclare forfait pour ces deux premières convocations. Il est rappelé en novembre 2021. Il fait cette fois ses débuts avec les espoirs, contre la Pologne le 12 novembre 2021. Titulaire, il ne peut empêcher la défaite de son équipe (0-4 score final). Thielmann inscrit son premier but avec les espoirs dès sa deuxième apparition, le 16 novembre 2021, contre Saint-Marin. Entré en jeu, il participe à la victoire de son équipe (4-0 score final),.

## Style de jeu
Joueur au talent précoce, Thielmann a fait de sa rapidité une de ses principales qualités : grand sprinter avec une pointe de vitesse à 35 km/h, il a aussi une forte capacité à renouveler les efforts, avec au 2 juin 2020 une moyenne, pour 90 minutes, de 34 sprints et 97 courses à haute intensité.
Jouant initialement au poste d'avant-centre ou de second attaquant, il a néanmoins une taille assez modeste pour le premier poste (178 cm), et c'est ainsi surtout au poste d'ailier qu'il va s'illustrer dans sa première saison professionnelle, là où ses capacités techniques et athlétiques trouvent le mieux leur place.

## Statistiques
| Saison                | Club                  | Championnat           | Championnat | Championnat | Championnat | Coupe(s) nationale(s) | Coupe(s) nationale(s) | Coupe(s) nationale(s) | Compétition(s) continentale(s) | Compétition(s) continentale(s) | Compétition(s) continentale(s) | Compétition(s) continentale(s) | Total | Total | Total |
| Saison                | Club                  | Division              | M.          | B.          | P.d.        | M.                    | B.                    | P.d.                  | Comp.                          | M.                             | B.                             | P.d.                           | M.    | B.    | P.d.  |
| 2019-2020             | FC Cologne            | 1.Bundesliga          | 12          | 0           | 1           | -                     | -                     | -                     | -                              | -                              | -                              | -                              | 12    | 0     | 1     |
| 2020-2021             | FC Cologne            | 1.Bundesliga          | 24+2        | 1+0         | 2+0         | 2                     | 0                     | -                     | -                              | -                              | -                              | -                              | 28    | 1     | 2     |
| 2021-2022             | FC Cologne            | 1.Bundesliga          | 29          | 3           | 0           | 3                     | 0                     | 0                     | -                              | -                              | -                              | -                              | 32    | 3     | 0     |
| 2022-2023             | FC Cologne            | 1.Bundesliga          | 23          | 2           | 1           | 1                     | 0                     | 0                     | C4                             | 5                              | 0                              | 0                              | 29    | 2     | 1     |
| 2023-2024             | FC Cologne            | 1.Bundesliga          | 13          | 1           | 0           | 1                     | 0                     | 0                     | -                              | -                              | -                              | -                              | 14    | 1     | 0     |
| Sous-total            | Sous-total            | Sous-total            | 103         | 8           | 4           | 7                     | 0                     | 0                     | -                              | 5                              | 0                              | 0                              | 115   | 8     | 4     |
| Total sur la carrière | Total sur la carrière | Total sur la carrière | 103         | 8           | 4           | 7                     | 0                     | 0                     | -                              | 5                              | 0                              | 0                              | 115   | 8     | 4     |

## Palmarès
| 1. FC Cologne - Bundesliga U17 (de) - Champion : 2019 |